# Storbritannien i olympiska vinterspelen 1994
Storbritannien deltog med 32 deltagare vid de olympiska vinterspelen 1994 i Lillehammer. Totalt vann de två bronsmedaljer.

## Medaljer

### Brons
- Jayne Torvill och Christopher Dean - Konståkning - Isdans.
- Nicholas Gooch - Short track  - 500 m.